# Belonalys obscura
Belonalys obscura är en tvåvingeart som beskrevs av Krober 1912. Belonalys obscura ingår i släktet Belonalys och familjen stilettflugor. Inga underarter finns listade.